# Campionat de Catalunya de rugbi masculí
El Campionat de Catalunya de rugbi masculí és una competició esportiva de clubs catalans de rugbi masculí, creat l'any 1922. De caràcter anual, és organitzat per la Federació Catalana de Rugbi.

## Historial

### Campionats de primer nivell
El considerat primer campionat de Catalunya de rugbi fou l'anomenada Copa de la Reial Societat de Curses de Cavalls, primera competició celebrada a Catalunya, però que no fou organitzada per la federació, puix aquesta no havia estat fundada encara. El 14 d'abril de 1922 es creà a Barcelona la Federación de Futbol Rugby (Federació Espanyola de Rugby), integrada exclusivament per clubs catalans. No fou fins un any més tard que es creà la Federació Catalana de Rugbi, integrada bàsicament pels mateixos clubs. Així, quan el 1923 es disputà el segon campionat, aquest fou organitzat per la primera federació, essent anomenat com a Campionat d'Espanya de Rugbi. No obstant, aquest campionat fou disputat exclusivament per equips catalans i no forma part actualment del palmarès reconegut per la Federació Espanyola, esdevenint de facto segon campionat de Catalunya.
L'11 de febrer de 1923 es va constituir la Federació Catalana de Futbol Rugby, amb David Cuyàs del Club Natació Barcelona com a president, Francesc Canela del Centre Autonomista del Començ i de la Indústria de secretari, Baldiri Aleu de la UE Santboiana com a tresorer i Lluís Malet (Olímpic RC) i Joan Payarols (Sant Andreu RC) com a vicepresidents. Aquesta s'encarregà d'organitzar, a finals d'any, el següent Campionat de Catalunya de l'especialitat. Els campionats celebrats fins al 1936 foren dominats pel FC Barcelona i la UE Santboiana que guanyaren tots els campionats excepte dos: un que fou per als Cenebistes del CN Barcelona i un altre que fou per al Rugbi Club Sant Andreu. Després de la Guerra Civil, a excepció del primer que fou pel SEU Barcelona, el domini dels dos clubs es manté guanyant la majoria d'edicions. A partir de mitjans dels cinquanta i la dècada dels seixanta sorgeixen dos clubs, el CN Barcelona i el Club Universitari de Barcelona que trenquen el domini del FC Barcelona i la UE Santboiana. A partir dels anys setanta, el rugbi català sofreix una certa davallada, i la creació de les lligues estatals, dispersa els clubs catalans punters entre les diferents categories. Llavors el campionat queda com una competició regional, reservat per clubs que no són punters i veu triomfs d'equips com la UE Santboiana B o el RC L'Hospitalet, en aquells moments.
| En negreta = Equip guanyador (1) = Nombre de títols |

| Edició                          | Temporada | Campió                                                                  | Resultat                                                                | Subcampió                                                               | refs          |
| ------------------------------- | --------- | ----------------------------------------------------------------------- | ----------------------------------------------------------------------- | ----------------------------------------------------------------------- | ------------- |
| I (detalls)                     | 1922      | UE Santboiana (1)                                                       | lligueta                                                                | Club Natació Barcelona                                                  | [ 4 ]         |
| II                              | 1923      | UE Santboiana (2)                                                       | 13-3                                                                    | Catalunya Atlètic Club                                                  | [ 5 ] [ 6 ]   |
| III                             | 1923-24   | Club Natació Barcelona (1)                                              | lligueta                                                                | RC Sant Andreu                                                          | [ 7 ]         |
| IV                              | 1924-25   | RC Sant Andreu (1)                                                      | 3-0                                                                     | RCD Espanyol                                                            | [ 8 ]         |
| V                               | 1925-26   | FC Barcelona (1)                                                        | lligueta                                                                | UE Santboiana                                                           | [ 9 ]         |
| VI                              | 1926-27   | FC Barcelona (2)                                                        | lligueta                                                                | UE Santboiana                                                           | [ 10 ]        |
| VII                             | 1927-28   | FC Barcelona (3)                                                        | lligueta                                                                | UE Santboiana                                                           | [ 11 ]        |
| VIII                            | 1928-29   | FC Barcelona (4)                                                        | lligueta                                                                | UE Santboiana                                                           | [ 12 ]        |
| IX                              | 1929-30   | FC Barcelona (5)                                                        | lligueta                                                                | UE Santboiana                                                           | [ 13 ]        |
| X                               | 1930-31   | UE Santboiana (3)                                                       | lligueta                                                                | FC Barcelona                                                            | [ 14 ]        |
| XI                              | 1931-32   | FC Barcelona (6)                                                        | 6-5/8-0                                                                 | UE Santboiana                                                           | [ 15 ] [ 16 ] |
| XII                             | 1932-33   | UE Santboiana (4)                                                       | lligueta                                                                | FC Barcelona                                                            | [ 17 ]        |
| XIII                            | 1933-34   | UE Santboiana (5)                                                       | lligueta                                                                | RC Cornellà                                                             | [ 18 ]        |
| XIV                             | 1934-35   | UE Santboiana (6)                                                       | lligueta                                                                | RC Cornellà                                                             | [ 19 ]        |
| XV                              | 1935-36   | FC Barcelona (7)                                                        | lligueta                                                                | RC Cornellà                                                             | [ 20 ]        |
| -                               | 1936-37   | El campionat no finalitzà. La darrera jornada disputada fou la tercera. | El campionat no finalitzà. La darrera jornada disputada fou la tercera. | El campionat no finalitzà. La darrera jornada disputada fou la tercera. | [ 21 ]        |
| no es disputà entre 1938 i 1940 |           |                                                                         |                                                                         |                                                                         |               |
| XVI                             | 1940-41   | SEU Barcelona (1)                                                       | lligueta                                                                | FC Barcelona                                                            | [ 22 ]        |
| XVII                            | 1941-42   | FC Barcelona (8)                                                        | lligueta                                                                | UE Santboiana                                                           | [ 23 ] [ 24 ] |
| XVIII                           | 1942-43   | UE Santboiana (7)                                                       | lligueta                                                                | RCD Espanyol                                                            | [ 25 ]        |
| XIX                             | 1943-44   | UE Santboiana (8)                                                       | lligueta                                                                | FC Barcelona                                                            | [ 26 ]        |
| XX                              | 1944-45   | UE Santboiana (9)                                                       | lligueta                                                                | FC Barcelona                                                            | [ 27 ]        |
| XXI                             | 1945-46   | FC Barcelona (9)                                                        | lligueta                                                                | UE Santboiana                                                           | [ 28 ]        |
| XXII                            | 1946-47   | FC Barcelona (10)                                                       | lligueta                                                                | UE Santboiana                                                           | [ 29 ]        |
| XXIII                           | 1947-48   | FC Barcelona (11)                                                       | lligueta                                                                | UE Santboiana                                                           | [ 30 ]        |
| XXIV                            | 1948-49   | FC Barcelona (12)                                                       | lligueta                                                                | UE Santboiana                                                           | [ 31 ]        |
| XXV                             | 1949-50   | FC Barcelona (13)                                                       | lligueta                                                                | UE Santboiana                                                           | [ 32 ]        |
| XXVI                            | 1950-51   | FC Barcelona (14)                                                       | lligueta                                                                | UE Santboiana                                                           | [ 33 ]        |
| XXVII                           | 1951-52   | FC Barcelona (15)                                                       | lligueta                                                                | UE Santboiana                                                           | [ 34 ]        |
| XXVIII                          | 1952-53   | FC Barcelona (16)                                                       | lligueta                                                                | Club Natació Barcelona                                                  | [ 35 ] [ 36 ] |
| XXIX                            | 1953-54   | Club Natació Barcelona (2)                                              | lligueta                                                                | FC Barcelona                                                            | [ 37 ]        |
| XXX                             | 1954-55   | FC Barcelona (17)                                                       | lligueta                                                                | UE Santboiana                                                           | [ 38 ] [ 39 ] |
| XXXI                            | 1955-56   | UE Santboiana (10)                                                      | lligueta                                                                | FC Barcelona                                                            | [ 40 ]        |
| XXXII                           | 1956-57   | Club Natació Barcelona (3)                                              | lligueta                                                                | FC Barcelona                                                            | [ 41 ]        |
| XXXIII                          | 1957-58   | Club Natació Barcelona (4)                                              | lligueta                                                                | UE Santboiana                                                           | [ 42 ]        |
| XXXIV                           | 1958-59   | UE Santboiana (11)                                                      | lligueta                                                                | AE Joventut-Picadero                                                    | [ 43 ]        |
| XXXV                            | 1959-60   | UE Santboiana (12)                                                      | lligueta                                                                | Club Natació Barcelona                                                  | [ 44 ]        |
| XXXVI                           | 1960-61   | UE Santboiana (13)                                                      | lligueta                                                                | Club Natació Barcelona                                                  | [ 45 ]        |
| XXXVII                          | 1961-62   | UE Santboiana (14)                                                      | lligueta                                                                | Picadero JC                                                             | [ 46 ]        |
| XXXVIII                         | 1962-63   | UE Santboiana (15)                                                      | lligueta                                                                | Club Natació Barcelona                                                  | [ 47 ]        |
| XXXIX                           | 1963-64   | UE Santboiana (16)                                                      | lligueta                                                                | CE Universitari                                                         | [ 48 ]        |
| XL                              | 1964-65   | CE Universitari (1)                                                     | lligueta                                                                | FC Barcelona                                                            | [ 49 ]        |
| XLI                             | 1965-66   | CE Universitari (2)                                                     | lligueta                                                                | FC Barcelona                                                            | [ 50 ]        |
| XLII                            | 1966-67   | UE Santboiana (17)                                                      | lligueta                                                                | FC Barcelona                                                            | [ 51 ]        |
| XLIII                           | 1967-68   | FC Barcelona (18)                                                       | lligueta                                                                | UE Santboiana                                                           | [ 52 ]        |
| XLIV                            | 1968-69   | FC Barcelona (19)                                                       | 19-6/6-0                                                                | UE Santboiana                                                           | [ 53 ] [ 54 ] |

### Campionats de segon nivell
A partir de l'any 1970, amb la creació de les categories estatals, el Campionat de Catalunya passa és una competició regional dins l'organització de lligues.
| Edició                                    | Temp.                                     | Data                                      | Campió                                    | Resultat                                  | Subcampió                                 | Seu                                       | refs                                      |
| Campionat de Catalunya de Primera Divisió | Campionat de Catalunya de Primera Divisió | Campionat de Catalunya de Primera Divisió | Campionat de Catalunya de Primera Divisió | Campionat de Catalunya de Primera Divisió | Campionat de Catalunya de Primera Divisió | Campionat de Catalunya de Primera Divisió | Campionat de Catalunya de Primera Divisió |
| ----------------------------------------- | ----------------------------------------- | ----------------------------------------- | ----------------------------------------- | ----------------------------------------- | ----------------------------------------- | ----------------------------------------- | ----------------------------------------- |
| XLV                                       | 1969-70                                   |                                           | CN Barcelona                              | lligueta                                  | UE Santboiana                             |                                           | [ 55 ]                                    |
|                                           | 1970-71                                   |                                           | CN Barcelona                              |                                           | RC Cornellà                               |                                           | [ 56 ]                                    |
|                                           | 1971-72                                   |                                           | UE Santboiana B                           |                                           | RC Cornellà                               |                                           | [ 57 ]                                    |
|                                           | 1972-73                                   |                                           | La Salle Barcelona (1)                    |                                           | Facultat de Medicina                      |                                           | [ 58 ]                                    |
|                                           | 1973-74                                   |                                           | Facultat de Medicina (1)                  |                                           | UE Santboiana B                           |                                           | [ 59 ]                                    |
|                                           | 1974-75                                   |                                           | CN Montjuïc (1)                           |                                           | Rugby Andorra                             |                                           | [ 60 ]                                    |
|                                           | 1975-76                                   |                                           | BUC (1)                                   |                                           | La Salle Barcelona                        |                                           | [ 61 ]                                    |
|                                           | 1976-77                                   |                                           | BUC (2)                                   |                                           | La Salle Barcelona                        |                                           | [ 62 ]                                    |
|                                           | 1977-78                                   |                                           | UE Santboiana B                           |                                           | GEiEG                                     |                                           | [ 63 ]                                    |
|                                           | 1978-79                                   |                                           | VPC Rugby Andorra (1)                     |                                           | CRA Cassà                                 |                                           | [ 64 ]                                    |
|                                           | 1979-80                                   |                                           | CN Barcelona B                            |                                           | CR Bonanova                               |                                           | [ 65 ]                                    |
|                                           | 1980-81                                   |                                           | UE Santboiana C                           |                                           | RC Cornellà B                             |                                           | [ 66 ]                                    |
|                                           | 1981-82                                   |                                           | VPC Rugby Andorra (2)                     |                                           | UE Bellvitge                              |                                           | [ 67 ]                                    |
|                                           | 1982-83                                   |                                           | UE Santboiana                             |                                           | RC Cornellà                               |                                           | [ 68 ]                                    |
|                                           | 1983-84                                   |                                           | UE Santboiana                             |                                           | FC Barcelona                              |                                           | [ 69 ]                                    |
|                                           | 1984-85                                   |                                           | CRA Cassà (1)                             |                                           | CN Poble Nou                              |                                           | [ 70 ]                                    |
|                                           | 1985-86                                   |                                           | RC L'Hospitalet (1)                       |                                           | CEU                                       |                                           | [ 71 ]                                    |
|                                           | 1986-87                                   |                                           | RC L'Hospitalet (2)                       |                                           | CN Montjuïc Las Dunas                     |                                           | [ 72 ]                                    |
|                                           | 1987-88                                   |                                           | Gòtics RC (1)                             |                                           | CEU                                       |                                           | [ 73 ]                                    |
|                                           | 1988-89                                   |                                           | GEiEG (1)                                 |                                           | INEFC Lleida                              |                                           | [ 74 ]                                    |
|                                           | 1989-90                                   |                                           | CR Bonanova (2)                           |                                           | GEiEG                                     |                                           | [ 75 ]                                    |
|                                           | 1990-91                                   |                                           | GEiEG (2)                                 |                                           | Lleida RC                                 |                                           | [ 76 ]                                    |
|                                           | 1991-92                                   |                                           | CN Barcelona                              |                                           | RC L'Hospitalet                           |                                           |                                           |
|                                           | 1992-93                                   |                                           | Enginyers RC (1)                          |                                           | Lleida RC                                 |                                           |                                           |
|                                           | 1993-94                                   |                                           | CN Barcelona                              |                                           | GEiEG                                     |                                           | [ 77 ]                                    |
|                                           | 1994-95                                   |                                           | FC Barcelona                              |                                           |                                           |                                           |                                           |
|                                           | 1995-96                                   |                                           | Enginyers Viladecans (2)                  |                                           | UE Santboiana                             |                                           |                                           |
|                                           | 1996-97                                   |                                           | GEiEG (3)                                 |                                           | Gòtics RC                                 |                                           |                                           |
|                                           | 1997-98                                   |                                           | CE Puig Castellar (1)                     |                                           | UE Santboiana B                           |                                           |                                           |
|                                           | 1998-99                                   |                                           | GEiEG (4)                                 |                                           | Lleida RC                                 |                                           |                                           |
|                                           | 1999-00                                   |                                           | Lleida RC (1)                             |                                           | UE Santboiana B                           |                                           |                                           |
|                                           | 2000-01                                   |                                           | CR Bonanova (2)                           |                                           | UE Santboiana B                           |                                           |                                           |
|                                           | 2001-02                                   |                                           | CR Alella (1)                             |                                           | Gòtics RC                                 |                                           |                                           |
|                                           | 2002-03                                   |                                           | RC L'Hospitalet (3)                       |                                           | CN Montjuïc                               |                                           |                                           |
|                                           | 2003-04                                   |                                           | CNPN Enginyers (1)                        |                                           | CR Universitat de Barcelona               |                                           |                                           |
|                                           | 2004-05                                   |                                           | GEiEG Novotel (5)                         |                                           | Gòtics RC                                 |                                           |                                           |
|                                           | 2005-06                                   |                                           | BUC/USAP B (3)                            |                                           | Gòtics RC                                 |                                           |                                           |
|                                           | 2006-07                                   |                                           |                                           |                                           |                                           |                                           |                                           |
|                                           | 2007-08                                   |                                           | CNPN Enginyers (2)                        |                                           | GEiEG                                     |                                           |                                           |
|                                           | 2008-09                                   |                                           | CNPN Enginyers (3)                        |                                           | GEiEG                                     |                                           |                                           |
|                                           | 2009-10                                   |                                           | CEU (1)                                   |                                           | FC Barcelona                              |                                           |                                           |
|                                           | 2010-11                                   |                                           | CEU (2)                                   |                                           | FC Barcelona                              |                                           |                                           |
|                                           | 2011-12                                   |                                           | GEiEG Novotel (6)                         |                                           | CEU                                       |                                           |                                           |
|                                           | 2012-13                                   |                                           | ARPN (4)                                  |                                           | Químic RC                                 |                                           |                                           |
|                                           | 2013-14                                   |                                           | CEU (3)                                   |                                           | CR Sant Cugat B                           |                                           |                                           |
| Divisió d'Honor Catalana                  |                                           |                                           |                                           |                                           |                                           |                                           |                                           |
|                                           | 2014-15                                   |                                           | UE Santboiana B                           | 25-15                                     | INEFC Lleida                              | Camp de la Foixarda, Barcelona            | [ 78 ]                                    |
|                                           | 2015-16                                   | 26-04-2016                                | FC Barcelona B                            | 19-11                                     | CEU                                       | Igualada                                  | [ 79 ]                                    |
|                                           | 2016-17                                   | 24-04-2017                                | CRUC (1)                                  | 39-19                                     | RC Sitges                                 | Camp de la Foixarda, Barcelona            | [ 80 ]                                    |
|                                           | 2017-18                                   | 22-04-2018                                | RC Sitges (1)                             | 16-8                                      | Químic ER                                 | Camp de la Foixarda, Barcelona            | [ 81 ]                                    |
|                                           | 2018-19                                   | 15-04-2019                                | FC Barcelona B                            | 25-10                                     | Gòtics RC                                 | Camp de la Foixarda, Barcelona            | [ 82 ]                                    |
|                                           | 2019-20                                   |                                           | Químic ER (1)                             |                                           | Gòtics RC                                 |                                           |                                           |
|                                           | 2020-21                                   | 17-05-2021                                | RC Sitges (2)                             | 36-0                                      | CRUC                                      | Camp de la Foixarda, Barcelona            | [ 83 ]                                    |
|                                           | 2021-22                                   | 17-05-2022                                | RC Vilafranca (1)                         | 45-12                                     | CEU Rugbi                                 | Camp de la Foixarda, Barcelona            | [ 84 ]                                    |

## Palmarès
| Campionat de Catalunya (primer nivell, 1922-1969) | Campionat de Catalunya (primer nivell, 1922-1969) | Campionat de Catalunya (primer nivell, 1922-1969) | Campionat de Catalunya (primer nivell, 1922-1969) | Campionat de Catalunya (primer nivell, 1922-1969) | Campionat de Catalunya (primer nivell, 1922-1969) |
| Equip                                             | Campió                                            | Subcampió                                         | Finals                                            | Anys campió | Anys subcampió |
| ------------------------------------------------- | ------------------------------------------------- | ------------------------------------------------- | ------------------------------------------------- | --- | --- |
| Futbol Club Barcelona                             | 19                                                | 11                                                | 30                                                | 1925-26, 1926-27, 1927-28, 1928-29, 1929-30, 1931-32, 1935-36, 1941-42, 1945-46, 1946-47, 1947-48, 1948-49, 1949-50, 1950-51, 1951-52, 1952-53, 1954-55, 1967-68, 1968-69 | 1930-31, 1932-33, 1940-41, 1943-44, 1944-45, 1953-54, 1955-56, 1956-57, 1964-65, 1965-66, 1966-67                                                                |
| Unió Esportiva Santboiana                         | 17                                                | 18                                                | 35                                                | 1922, 1923, 1930-31, 1932-33, 1933-34, 1934-35, 1942-43, 1943-44, 1944-45, 1955-56, 1958-59, 1959-60, 1960-61, 1961-62, 1962-63, 1963-64, 1966-67                         | 1925-26, 1926-27, 1927-28, 1928-29, 1929-30, 1931-32, 1941-42, 1945-46, 1946-47, 1947-48, 1948-49, 1949-50, 1950-51, 1951-52, 1954-55, 1957-58, 1967-68, 1968-69 |
| Club Natació Barcelona                            | 4                                                 | 5                                                 | 9                                                 | 1923-24, 1953-54, 1956-57, 1957-58 | 1922, 1952-53, 1959-60, 1960-61, 1962-63 |
| Club Esportiu Universitari                        | 2                                                 | 1                                                 | 3                                                 | 1964-65, 1965-66 | 1963-64 |
| Rugbi Club Sant Andreu                            | 1                                                 | 1                                                 | 2                                                 | 1924-25 | 1923-24 |
| SEU Barcelona                                     | 1                                                 | -                                                 | 1                                                 | 1940-41 | - |
| Rugby Club Cornellà                               | -                                                 | 3                                                 | 3                                                 | - | 1933-34, 1934-35, 1935-36 |
| Reial Club Deportiu Espanyol                      | -                                                 | 2                                                 | 2                                                 | - | 1924-25, 1942-43 |
| AE Joventut-Picadero JC                           | -                                                 | 2                                                 | 2                                                 | - | 1958-59, 1961-62 |
| Catalunya Atlètic Club                            | -                                                 | 1                                                 | 1                                                 | - | 1923 |